# Stružnice
Stružnice – gmina w Czechach, w powiecie Česká Lípa, w kraju libereckim. Według danych z dnia 1 stycznia 2013 liczyła 980 mieszkańców.